# 森林小丘-71大道車站
森林小丘-71大道車站（英語：Forest Hills–71st Avenue station），曾稱「71-大陸大道車站」（英語：71st–Continental Avenues station），是紐約地鐵IND皇后林蔭路線的一個快車地鐵站，位於皇后區森林小丘皇后林蔭路與71大道、大陸大道交汇处，設有E線與F線（任何時候停站）、R線（任何時候停站，包括深夜）、M線（僅平日停站）列車服務。同時此站通常也是後兩者的總站。

## 歷史
皇后林蔭路線是紐約市擁有的獨立地鐵系統其中一條首先興建的路線，由曼哈頓IND第八大道線一直延至皇后區牙買加的179街及山邊大道。皇后林蔭路線作為公共工程管理貸款的一部分，並花費2500萬美元。其中一個計劃中車站位於71大道上。1920年代末，地鐵延伸的新聞影響下，房地產價格飆升，舊大廈被拆除以騰出空間進行新發展。1930年皇后林蔭路線興建的期待引致的升幅，更引致了皇后林蔭路沿路若干街區重新劃區，以便興建15層公寓大廈。
皇后區主席喬治·哈弗利預期引入地鐵到森林小丘將令皇后林蔭路化為「皇后區的公園大道」。地鐵工程鼓勵了公寓的發展，路線完工後引誘曼哈頓中城的居民。此站因提供可負擔的快車路線進入曼哈頓，故附近有更多的發展，令森林小丘成為更適宜居住的地方。
1936年12月31日，IND皇后林蔭路線自前總站羅斯福大道延長8個站至聯合公路，合共3.5英哩，而71大道車站作為此延伸線一部分啟用。
此站在1968年行動計劃內一度計劃成為與從未興建的皇后區超級特快繞道的轉乘站，並將在5個區內顯著地擴展鐵路和地鐵服務。在1984年計劃下，新的快車站將成為63街線自21街-皇后橋東延的三個站之一，其餘兩個分別位於北方林蔭路以及伍德賽德。繞道車站將設有夾層，兩個月台層（上層作為往牙買加及皇后區東南部的列車，下層作為往曼哈頓的列車使用）、新升降機入口、擴建的夾層，另有扶手電梯和樓梯連接新月台層至現有月台層。新車站將建於皇后林蔭路、現時車站的南面。
2014年，大都會運輸署為曼哈頓方向月台興建了新的信號塔。該署亦升級了此站以符合1990年美國殘疾人法案要求，升級包括安裝乘客升降機服務街道層、夾層和月台。該工程在延誤了三個月後於2014年3月完工。新升降機的剪綵儀式卻拖延至2014年5月才舉行。

## 車站結構
| G        | 街道層                | 出入口 |
| M        | 夾層                  | 閘機、車站詢問處 升降機在介乎70路及71大道之間皇后林蔭路南側                                                    |
| P 月台層 | 南行                  | 深夜時往世界貿易中心（67大道） · 平日往百老匯交匯（只限上客）（67大道） · 除深夜外往95街（只限上客）（67大道） |
| P 月台層 | 島式月台，左/右側開門 | |
| P 月台層 | 南行快速              | 往世界貿易中心（傑克遜高地-羅斯福大道） · 往康尼島-斯提威爾大道（傑克遜高地-羅斯福大道）                       |
| P 月台層 | 北行快速              | 往牙買加中心（平日克猶花園-聯合公路/週末75大道） · 往牙買加-179街（75大道） →                                  |
| P 月台層 | 島式月台，左/右側開門 | |
| P 月台層 | 北行                  | 深夜時往牙買加中心（75大道） · 總站軌道                                                                        |

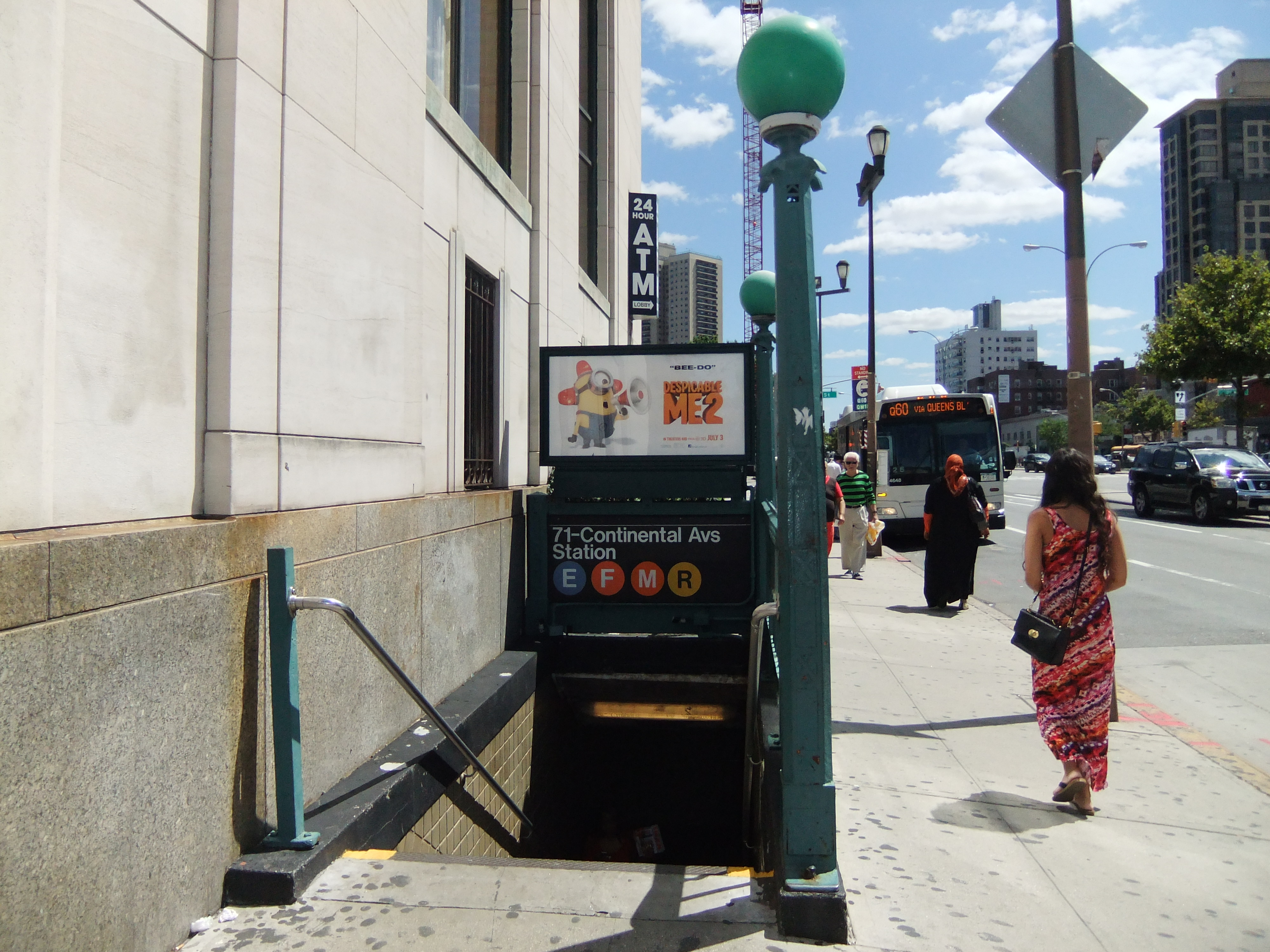
NYCLP登錄的里奇伍德儲蓄銀行森林小丘分行旁邊的樓梯

此站設有兩個島式月台和四條軌道。此站也是慢車M線和R線的北端總站，停靠外側軌道。向東路線擴展成六條軌道，兩條軌道在兩個方向的慢車和快車軌道之間出現，然後下坡至下層，擴闊成四條軌道然後在75大道車站下方前往牙買加車廠。F線列車在任何時候都在快車軌道停靠，但向東則轉入慢車軌道繼續前往牙買加-179街。E線列車除深夜外，在任何時候都在快車軌道停靠，深夜時則停靠皇后林蔭路線的慢車軌道。向東，它們繼續在快車軌道上運行（深夜和週末除外，此時它們將轉到慢車軌道，如同F線列車）前往牙買加中心-帕森斯／射手，並有限度尖峰特快列車前往179街。
北行月台極東端設有一座信號塔和調度室。另一個較小的調度室位於曼哈頓方向月台的中央。

### 出口
此站月台和軌道上層設有全長夾層，分成三個閘區。全時間的詢問處位於車站東端，並與前往71大道和皇后林蔭路交界的南梯最為接近。其中一個部分時間營運詢問處位於夾層中央相同地區，最接近108街及71大道交界。最後一個部分時間營運詢問處位於西端70路及皇后林蔭路交界，只有一條街梯。各月台都設有七條樓梯。

## 標誌
根據現時大都會運輸署的路線圖和出版時間表，站名是「森林小丘-71大道」。過去「大陸大道」（71大道的另一名稱，用於鄰近的森林小丘花園）一度包括在站名內，並繼續用於在較舊的列車的目的地顯示牌上，如R32型。截至2011年，月台標誌也顯示「71-大陸大道-森林小丘」。

## 車站周邊
- 奧斯汀街，森林小丘的一個大型商業街，位於車站以南[26]
- 長島鐵路森林小丘站（英语：Forest Hills (LIRR station)），位於森林小丘花園伯恩斯街車站廣場[25][26]
- 西城網球俱樂部（英语：West Side Tennis Club），包括森林小丘體育場，舉辦美國網球公開賽直至1977年[25][26]

## 外部連結
- nycsubway.org—IND皇后林蔭路線: 71/大陸大道/森林小丘
- Station Reporter — E線列車
- Station Reporter — F線列車
- Station Reporter — R線列車
- Station Reporter — M線列車
- The Subway Nut — 71街-大陸大道-森林小丘圖片 （页面存档备份，存于）
- Google地圖街景71大道入口
- Google地圖街景71大道及70路之間的入口
- Google地圖街景70路入口
- Google地圖街景月台